# Lucía Rodríguez
Lucía Rodríguez Montero (* 26. Juli 1998) ist eine spanische Leichtathletin, die im Mittel- und Langstreckenlauf an den Start geht.

## Sportliche Laufbahn
Erste internationale Erfahrungen sammelte Lucía Rodríguez im Jahr 2015, als sie bei den Jugendweltmeisterschaften in Cali im 3000-Meter-Lauf in 10:28,85 min den 17. Platz belegte. Im Jahr darauf schied sie bei den U20-Weltmeisterschaften in Bydgoszcz über 1500 Meter mit 4:24,04 min in der ersten Runde aus und bei den Crosslauf-Weltmeisterschaften 2017 in Kampala lief sie nach 22:00 min auf dem 47. Platz in der U20-Altersklasse ein. Anschließend schied sie bei den U20-Europameisterschaften in Grosseto im 1500-Meter-Lauf mit 4:34,12 min in der Vorrunde aus. 2018 gewann sie bei den U23-Mittelmeermeisterschaften in Jesolo in 4:24,63 min die Silbermedaille hinter der Marokkanerin Imane el-Bouhali und 2019 wurde sie bei den U23-Europameisterschaften im schwedischen Gävle in 4:26,26 min Achte, wie auch bei den Halleneuropameisterschaften in Toruń mit 8:53,90 min über 3000 Meter. Anfang Juni siegte sie in 15:33,62 min über 5000 m bei den Copenhagen Athletics Games und qualifizierte sich über diese Distanz über die Weltrangliste für die Olympischen Sommerspiele in Tokio, bei denen sie mit neuer Bestleistung von 15:26,19 min im Vorlauf ausschied.

## Persönliche Bestzeiten
- 1500 Meter: 4:08,65 min, 3. Juni 2021 in Huelva
  - 1500 Meter (Halle): 4:16,21 min, 8. Februar 2021 in Barcelona
- Meile: 4:35,42 min, 22. September 2020 in Barcelona
- 3000 Meter: 9:14,45 min, 29. Mai 2021 in Chorzów
  - 3000 Meter (Halle): 8:53,90 min, 5. März 2021 in Toruń
- 5000 Meter: 15:26,19 min, 30. Juli 2021 in Tokio